# 天主教奧特蘭教區
天主教奧特蘭教區（拉丁語：Dioecesis Rivoriensis）是墨西哥一個羅馬天主教教區，屬瓜達拉哈拉總教區。
教區成立於1961年1月28日，位於哈利斯科州西南部。2012年有教友334,500人（佔轄區總人口95.4%）、四十六個堂區、116名司鐸。現任教區主教為岡薩洛·加爾萬·卡斯蒂略。